# Pseudo-Klementinen
Unter dem Begriff Pseudo-Klementinen werden zwei Schriften zusammengefasst, die in der Frühzeit der Kirche dem etwa 110 n. Chr. gestorbenen Clemens von Rom, dem zweiten bzw. dritten Nachfolger des Petrus als Bischof von Rom, zugeschrieben wurden. Von Clemens ist ein Brief erhalten, der erste Clemensbrief, der anlässlich eines Streites in der Gemeinde von Korinth im Namen der christlichen Gemeinde in Rom an die zerstrittene Gemeinde gerichtet wurde. Der Brief wird mehrheitlich von den Historikern als echt angesehen; er stammt sicher aus dem 1. Jahrhundert, ist aber nicht notwendigerweise von Clemens selbst verfasst. Eine Reihe weiterer Schriften, welche unbekannte Redaktoren unter dem Namen des Clemens von Rom verfasst haben, werden als pseudonym betrachtet. Dazu gehört der zweite Clemensbrief und ein Roman, die Pseudoclementinen, ein Doppelwerk, bestehend aus den Homilien und den Recognitionen. Die syrische und die ägyptische Kirche zählten sie in der Spätantike zum Kanon des Neuen Testaments.

## Pseudoklementinischer Roman
Es handelt sich um einen nach heidnisch-weltlichem Vorbild aufgebauten Wiedererkennungsroman (Anagnorisis), in dessen Mittelpunkt der Apostel Petrus und sein Schüler Clemens stehen. Der junge Clemens hat seine gesamte Familie durch tragische Umstände verloren und findet sie nach phantastischen Lebensschicksalen durch das Dazwischentreten des Petrus wieder. Als Gegenspieler des Apostels tritt Simon Magus auf, der sich durch gnostische Lehren und Zauberkünste hervortut. Seine Disputationen mit Petrus sowie dessen Lehren und Warnungen vor Simons Irrlehre nehmen einen großen Teil des Buches ein.
Die Ursprünge des Romans gehen vielleicht bis auf das 2. Jahrhundert zurück. Er ist in zwei Fassungen erhalten, den griechischen Homilien und den lateinischen Recognitionen („Wiedererkennungen“, übersetzt von Rufinus von Aquileia). In der lateinischen Form wurde der Text im Mittelalter zu einer der ältesten historischen und biographischen christlichen Quellen überhaupt.
Es sind somit zwei Versionen dieses Romans erhalten: Die eine Version heißt Homiliae Clementinae („H“), sie besteht aus zwanzig Büchern und existiert im griechischen Original. Die andere heißt Recognitiones clementinae („R“), deren ursprünglicher, griechischer Text verloren ging, der aber in einer lateinischen Übersetzung von Rufinus existiert.

### Inhalt
Beide Werke sind Erzählungen, welche die Charakteristiken eines antiken Romans aufweisen. Im Mittelpunkt der Narration steht Clemens, ein junger Römer, der, bewegt durch religiös-spirituelle Fragen, bei verschiedenen philosophischen Schulen (Philosophie der Antike) Rat holen will. Clemens hat zwei Brüder, die Zwillinge Faustinus und Faustinianus. Durch eine Traumerscheinung verlässt seine Mutter Matthidia die Familie und die Stadt, ohne je wieder zurückzukehren. Der Vater Faustus reist ihr mit den Zwillingen nach, kommt aber ihrerseits nicht wieder. Da erfährt Clemens von einem Propheten, Gottessprecher, der in römischen Provinz Syria Palaestina leben soll. In der Hoffnung auf eine Antwort für seine Fragen begibt er sich auf die Reise in den Osten. Dort trifft er Petrus, der ihm die Offenbarung durch Jesus Christus erläutert. Clemens wird bekehrt und getauft. Petrus seinerseits aber ist in heftige Auseinandersetzungen mit dem Magier Simon Magus (Apg. 8 ) verwickelt, über deren Auseinandersetzunge Clemens Zeuge wird. Zuletzt trifft Clemens seine Mutter, seine Brüder und seinen Vater, womit die erzählte Darstellung ihr Ende findet.

### Theologie
Obwohl im Kern anti-gnostisch, teilt der Roman die Welt streng dualistisch: Dem weiblichen, dem irdischen Begehren verhafteten, Prinzip steht das männliche gegenüber, das der „wahre Prophet“ verkörpert. Erst die Taufe ermächtigt dazu, dessen Lehre zu fassen und dem Gesetz in richtiger Weise zu gehorchen. Die Lehre vom wahren Propheten, der sich von Adam über Mose bis zu Christus immer wieder manifestiert, ist ein zentraler Punkt. Jeder dieser Propheten hat seinen bösen Widerpart, der versucht, seine Lehre ins Gegenteil zu verkehren. Damit erklärt der Verfasser durch den Mund des Petrus die negativen Aussagen der Bibel, z. B. über Adams Sündenfall.
Die Theologie trägt judenchristliche Züge und steht der paulinischen Theologie sehr kritisch gegenüber. So argumentiert Simon Magus in den Homilien mit Zitaten aus Paulusbriefen. Die Ursprünge des mehrfach überarbeiteten und ergänzten Werks sind vermutlich in anti-paulinischen und antignostischen Kreisen in Syrien zu finden, wobei das antipaulinische Element in den Recognitionen weiter zurücktritt. Es ist vermutet worden, dass die Figur des Simon selbst eigentlich für Paulus steht.

## Ausgaben

### Erhaltene Manuskripte
Wolfenbüttel, Herzog August Bibliothek, Cod. Guelf. 475 Helmst. (Kalbspergament, 202 Blatt, 27,5 × 18,5 cm; geschrieben im Kloster Lamspringe, Ende 12. Jahrhundert).
Im Anschluss an den Text der Recognitiones ist eine Miniatur abgebildet. Zu sehen ist, wie Petrus Klemens zu seinem Nachfolger bestimmt. Er hält ein Schriftband in der Hand: Dies mortis meae instat. Clementem hunc vobis episcopum ordino („Der Tag meines Todes steht bevor. Diesen Clemens bestimme ich euch zum Bischof“).

### Kritische Editionen
Die Pseudoklementinen. Akademie-Verlag, Berlin (Die griechischen christlichen Schriftsteller der ersten drei Jahrhunderte 42; 51; N.F. 16)
- 1. Homilien. Hrsg. von Bernhard Rehm. Zum Druck besorgt durch Johannes Irmscher. 1953. – 2., verb. Aufl. 1969. – 3., verb. Aufl. von Georg Strecker. 1992. ISBN 3-05-000575-0
- 2. Rekognitionen in Rufins Übersetzung. Hrsg. von Bernhard Rehm. 1965. – 2., verb. Aufl. von Georg Strecker 1994. ISBN 3-05-001002-9
- 3,1. Konkordanz zu den Pseudoklementinen, T. 1: Lateinisches Wortregister. Von Georg Strecker. 1986. ISBN 3-05-000115-1
- 3,2. Konkordanz zu den Pseudoklementinen,  T. 2: Griechisches Wortregister, syrisches Wortregister, Index nominum, Stellenregister. Von Georg Strecker. 1989. ISBN 3-05-000319-7
- 4. Die Klemens-Biographie. Epitome prior, Martyrium Clementis, Miraculum Clementis. Hrsg. von Franz Xaver Risch. 2008. ISBN 978-3-11-020944-0

### Übersetzungen
Daniel Alexander Erhorn (Übers.): Die Reisen des Petrus: Recognitiones Clementis. Bericht des Klemens von Rom an Jakobus, den Bruder Jesu, über seine Reisen mit Petrus, dem Apostel Christi und Bischof von Rom. Lympia/Nikosia: Spohr Publishers Ltd. 2021.
Jürgen Wehnert: Pseudoklementinische Homilien: Einführung und Übersetzung. Göttingen: Vandenhoeck & Ruprecht 2010.